# Paizay-le-Chapt
Paizay-le-Chapt é uma comuna francesa na região administrativa da Nova Aquitânia, no departamento de Deux-Sèvres. Estende-se por uma área de 20,34 km². Em 2010 a comuna tinha 264 habitantes (densidade: 13 hab./km²).